# Øst-Aserbajdsjan
Øst-Aserbajdsjan (persisk: آذربایجان شرقی, Āzārbāijān-e Sharqi; Azeri: Şərqi Azərbaycan) er en af de 30 provinser i Iran. Den ligger i den nordvestlige del af landet og grænser op til Armenien og Aserbajdsjan, samt provinserne Ardabil (provins), Vest Aserbajdsjan og Zanjan. Provinsens hovedby er Tabriz.
I Qarajadag (Arasbaran), det vil sige regionen mellem Aras-floden og Sabalan-bjergkæden, er der seks shiamuslimske tyrkisktalende stammer af kurdisk oprindelse: Chalabianlu, Muhammadkhanlu, Hajialilu, Hassenbeiglu, Husseinkhanlu og Qarachorlu.